# Edwin Bourget
Edwin Bourget est un biologiste, chercheur et professeur québécois né à Senneterre en 1946.  Il est spécialisé en biologie marine et a été vice-recteur à l'Université Laval ainsi qu'à l'Université de Sherbrooke. Edwin Bourget est également peintre dans ses temps libre.

## Honneurs
- 2018 - Membre de l'Ordre du Canada[3]
- 2012 - Prix Gérard-Parizeau[4]
- 2012 - Prix Armand-Frappier[1]
- 2011 - Professeur émérite de l'Université Laval[5]
- 2010 - Prix de l'ADARUQ[1]
- 2007 - Prix Synergie du Conseil de recherches en sciences naturelles et en génie du Canada[1]
- 1996 - Prix Acfas Michel-Jurdant[6]